# Languibonou
Languibonou  è una città e sottoprefettura della Costa d'Avorio appartenente al dipartimento di Botro. Conta una popolazione di 22 867 abitanti (censimento 2014).